# Jean Krucker
Jean Krucker (ur. 9 grudnia 1948 roku w Renens) – szwajcarski kierowca wyścigowy.

## Kariera
Krucker rozpoczął karierę w wyścigach samochodowych w 1982 roku od startów w Renault 5 Turbo Eurocup, gdzie jednak nie zdobywał punktów. W późniejszych latach Szwajcar pojawiał się także w stawce 24-godzinnego wyścigu Le Mans, FIA World Endurance Championship oraz World Sports-Prototype Championship.